# Holcopasites stevensi
Holcopasites stevensi är en biart som beskrevs av Crawford 1915. Holcopasites stevensi ingår i släktet Holcopasites och familjen långtungebin. Inga underarter finns listade i Catalogue of Life.

## Bildgalleri

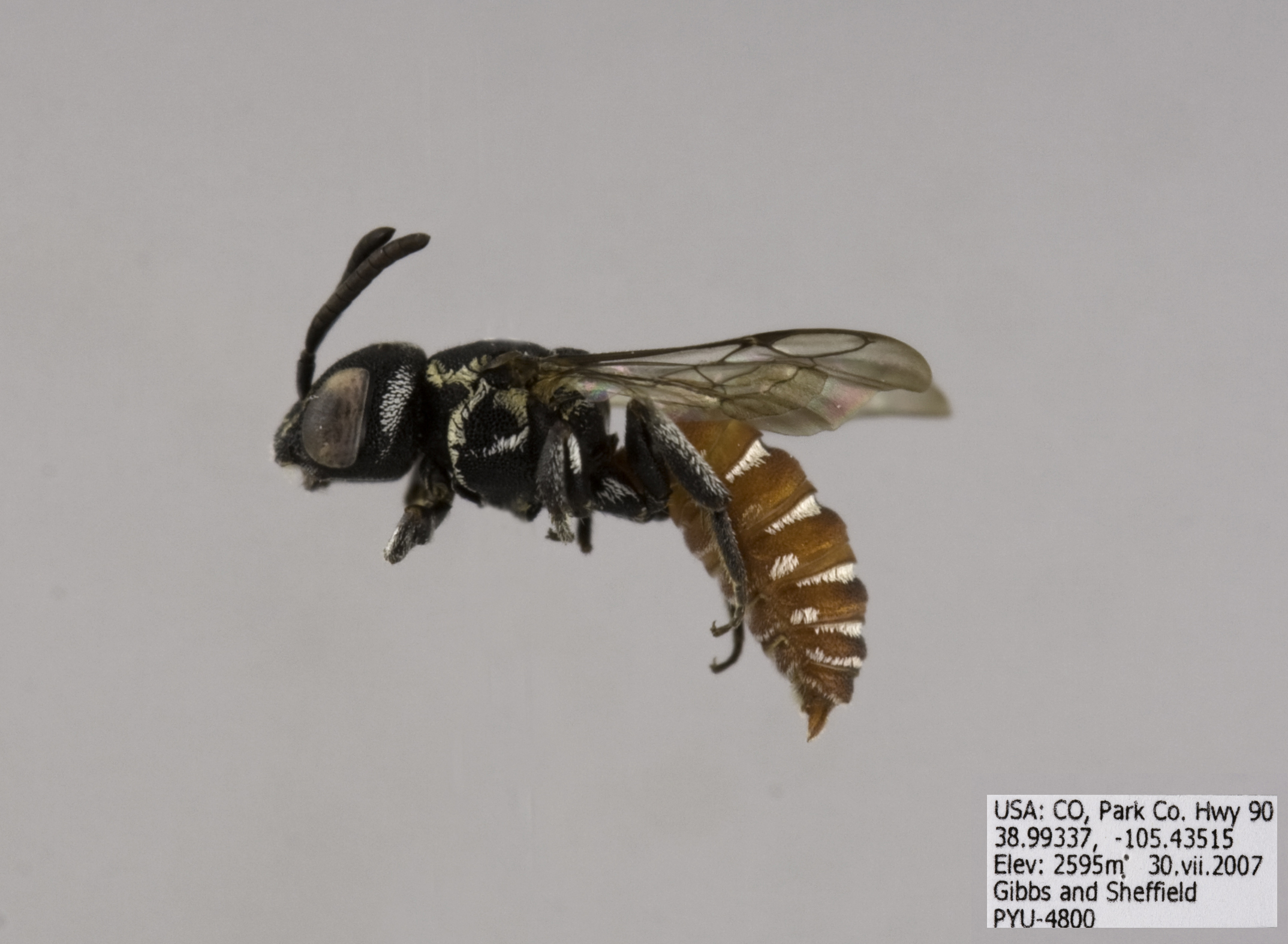